# Heliconius robigus
Heliconius robigus är en fjärilsart som beskrevs av Gustav Weymer 1875. Heliconius robigus ingår i släktet Heliconius och familjen praktfjärilar. Inga underarter finns listade i Catalogue of Life.